# Pellegrino Ernetti
Pellegrino Alfredo Maria Ernetti (n. 1925, Rocca Santo Stefano, – d. 1994, Insula San Giorgio Maggiore) a fost un monah, teolog, muzicolog, pseudo-om de știință și exorcist italian. A devenit faimos pentru practicarea exorcismului în zona Veneției.
Se presupune că ar fi inventat cronovizorul, un aparat care ar capta imagini din trecut (ale lui Iisus sau Napoleon Bonaparte).